# Malý Žomboj
Malý Žomboj (też: Malá Žomboj lub Malá železná priepasť, węg. Kis-zsomboly) – jaskinia krasowa na obszarze Krasu Słowacko-Węgierskiego w Wewnętrznych Karpatach Zachodnich na Słowacji. Z głębokością 142 m jest jedną z najgłębszych jaskiń Krasu Słowacko-Węgierskiego.

## Położenie
Jaskinia znajduje się w północnej, zalesionej części Płaskowyżu Silickiego, ok. 100 m na północ od jaskini Veľký Žomboj. Otwór wejściowy o wymiarach 2,5 x 3 m leży na wysokości 595 m n.p.m. w płytkiej depresji między dwoma głębokimi lejami krasowymi, niedaleko rozwidlenia niebiesko  znakowanego szlaku turystycznego i drogi leśnej.

## Nazwa
Nazwa jaskini poszła od przekręcenia węgierskiego słowa zsomboly, oznaczającego jaskinię o dominującym rozwinięciu pionowym, studnię (przepaść) jaskiniową. Węgierskie Kis-zsomboly to "Mała studnia" lub "Mała przepaść". Określenie Malý przychodzi tu jako rozróżnienie w stosunku do sąsiedniej jaskini Veľký Žomboj.

## Geneza – morfologia
Jest typową jaskinią pochodzenia korozyjnego o rozwinięciu pionowym. System pionowych studni został wypreparowany przez wody opadowe wzdłuż szczelin i pęknięć tektonicznych. Dno zaściela rumowisko wapiennych bloków. Na pionowych ścianach bogata szata naciekowa, w tym kamienne wodospady i draperie.

## Historia eksploracji
Jaskinia znana od dawna. Pierwsze badanie jaskini przeprowadził w 1925 r. podpułkownik Gustáv Dufek z oddziałem żołnierzy z garnizonu w Rożniawie, wykorzystując kołowrót do zejścia w głąb studni.

## Ochrona jaskini
Od 1995 r. jaskinia jest chroniona jako pomnik przyrody (słow. prírodná pamiatka).

## Turystyka
Jaskinia nie jest udostępniona do zwiedzania.